# Zimone
Zimone (piemontiul: Zimon) település Olaszországban, Piemont régióban, Biella megyében. Lakosainak száma 393 fő (2023. január 1.). Zimone Cerrione, Magnano, Piverone, Roppolo és Viverone községekkel határos.

## Népesség
A település lakossága az elmúlt években az alábbi módon változott:
| Lakosok száma | 402  | 410  | 393  |
|               | 2017 | 2018 | 2023 |